# (39880) Dobšinský
(39880) Dobšinský ist ein Asteroid des Hauptgürtels, der am 15. März 1998 von den slowakischen Astronomen Peter Kolény und Leonard Kornoš am Observatorium der Comenius-Universität in Modra (IAU-Code 118) entdeckt wurde. Erste Sichtungen des Asteroiden hatte es vorher schon im Februar 1977 unter der vorläufigen Bezeichnung 1977 DM8 am Kiso-Observatorium am Berg Ontake in Japan gegeben.
Der Asteroid wurde am 6. April 2012 nach dem slowakischen Schriftsteller und evangelischen Pfarrer Pavol Dobšinský (1828–1885) benannt, für seine Rolle in der Sammlung und Herausgabe slowakischer mündlicher Tradition bekannt wurde.